# Złoty umysł
Złoty Umysł – Mistrz Popularyzacji Wiedzy to konkurs organizowany przez Prezesa Polskiej Akademii Nauk dla młodych naukowców wyróżniających się działalnością popularnonaukową.

## Główne zasady konkursu
Zgodnie z regulaminem konkursu nagroda może być przyznawana osobom, które:
- nie ukończyły 35 roku życia i są absolwentami wyższych uczelni;
- są zatrudnione w jednostce naukowo-badawczej;
- mogą udokumentować, że w roku kalendarzowym obejmującym odpowiednią edycję konkursu, powadziły aktywną działalność popularyzatorską, obejmującą w szczególności: publikacje prasowe, wystąpienia radiowe i telewizyjne oraz udział w szkoleniach młodzieży i w konferencjach naukowych.

## Laureaci konkursu
Rok 2008 (III edycja konkursu)
- dr Przemysław Bąbel z Instytutu Psychologii Uniwersytetu Jagiellońskiego
- dr Tomasz Sowiński z Centrum Fizyki Teoretycznej PAN

Rok 2007 (II edycja konkursu)
- dr Małgorzata Gut z Instytutu Biologii Doświadczalnej im. M. Nenckiego PAN
- dr Tomasz Samojlik z Zakładu Badania Ssaków PAN

Rok 2006
(I edycja konkursu)
- dr Arkadiusz Olech z Centrum Astronomicznego im. Mikołaja Kopernika PAN
- dr Maciej Szaleniec z Instytutu Katalizy i Fizykochemii Powierzchni PAN